# Rètic
El rètic és una llengua parlada pels rètics al sud-est dels Alps abans de la romanització. Les poques referències a l'idioma són indirectes i per això és força desconeguda. Sembla que va extingir-se al segle iii i que estava emparentada amb l'etrusc, fet que confirmen les escasses inscripcions votives trobades. Actualment aquest nom es fa servir per a designar la totalitat de la llengua retoromànica.

## Història
Sobre els pobles dels Alps, Plini el Vell va escriure, que veïns dels nòrics eren: «els rètics i els vindèlics (...) Es creu que els rètics són descendents d'etruscs expulsats pels gals; el seu cabdill s'anomenava Rhaetus»., I inclou entre les poblacions rètiques els tridentins, feltrins i beruenses, venonnenses i sarunetes, i afegeix que aquests dos últims pobles vivien en el naixement del Rin.
Des d'un punt de vista lingüístic la llengua dels rètics o rètic, sembla compartir algunes terminacions amb l'idioma etrusc i probablement es pugui considerar una llengua emparentada amb ell. De fet alguns autors han proposat una família tirsènica o etruscorètica que englobaria tant els diversos idioma dialectes etruscs, com el lemni (testimoni en una sola inscripció a l'illa de Lemnos) i a la llengua de les inscripcions rètiques.
Històricament, la regió de Rhaetia va ser conquerida per Roma en temps d'August (del 16 aC al 15 aC). Després de les expedicions del cònsol Publi Sili Nerva, del futur emperador Tiberi i de Drus el Jove, es va convertir en província romana.